# Burg Barberg
Die Burg Barberg, auch Borberg genannt, ist eine gering ausgebaute hochmittelalterliche Burganlage auf dem Barberg, der sich beim Ortsteil Portenhagen der Stadt Dassel im südlichen Niedersachsen im Landkreis Northeim befindet.

## Geschichte
Es ist keine historische Überlieferung zu dieser Burg bekannt. Die Burg ist von Orten mit der Endung -hagen umgeben, was auf hochmittelalterliche Rodungstätigkeiten zur Landerschließung hinweist. Es wird deshalb vermutet, dass es sich um die Burg eines Lokators handelt, die nur kurze Zeit Bestand hatte und möglicherweise auch nicht vollendet wurde. Die Burg lag später im Herrschaftsgebiet der Edelherren von Homburg, das 1409 an das Herzogtum Braunschweig-Lüneburg fiel. Die Edelherren gründeten im 12./13. Jahrhundert eine Reihe von Hagen-Orten.

## Beschreibung
Die Spornburg liegt auf einem nach Westen gerichteten Sporn, der 80 m vor seinem Endes durch einen 45 m langen, leicht gebogenen Abschnittsgraben von max. 7 m Breite abgetrennt wird. Hinter dem Graben sind Reste eines 7 m breiten und bis zu 1,80 m hohen Walles erhalten. Etwa in der Mitte führt eine moderne Erdbrücke über den Graben. Südlich von ihr könnte ein Versatz im Befestigungsverlauf von einem alten Eingang zeugen. Nördlich der Mitte liegt hinter der Befestigung eine runde Umwallung von ca. 11–14 m Durchmesser mit einer inneren Eintiefung. Dabei handelt es sich wahrscheinlich um die Reste eines Turms von ca. 8 m Durchmesser. An der Spornspitze sind besonders im Nordwesten noch Spuren einer Befestigung in Form einer künstlichen Böschung und Terrassierung zu erkennen.